# Homer Hoch

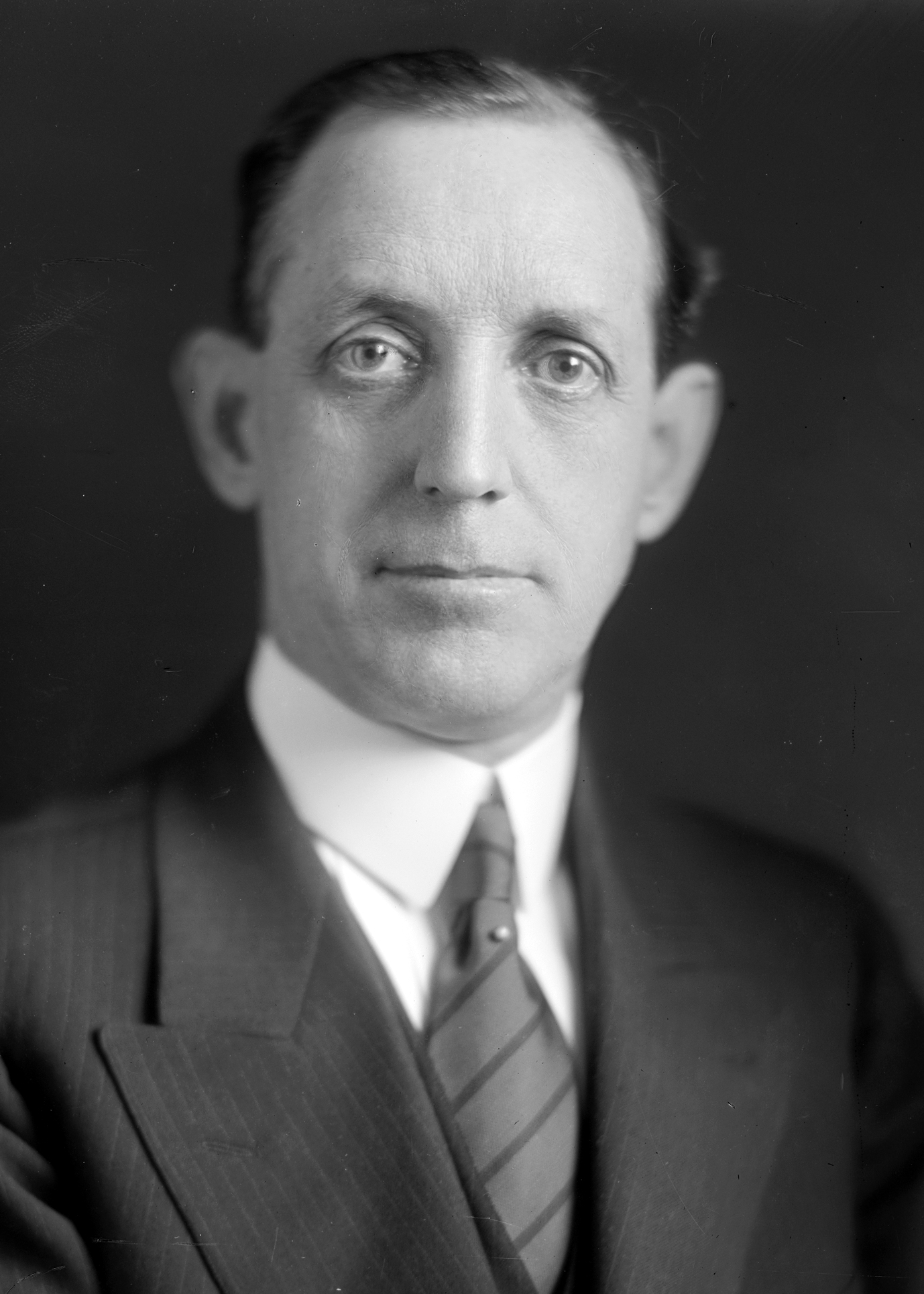
Homer Hoch

Homer Hoch (* 4. Juli 1879 in Marion, Marion County, Kansas; † 30. Januar 1949 in Topeka, Kansas) war ein US-amerikanischer Jurist und Politiker. Zwischen 1919 und 1933 vertrat er den vierten Wahlbezirk des Bundesstaates Kansas im US-Repräsentantenhaus.

## Werdegang
Homer Hoch besuchte die öffentlichen Schulen seiner Heimat und studierte dann bis 1902 an der Baker University in Baldwin City. Es folgte bis 1909 ein Jurastudium an der George Washington University und der Washburn Law School. Zwischen 1903 und 1905 arbeitete Hoch für das Postministerium in Washington; von 1907 bis 1908 war er Privatsekretär von Gouverneur Edward W. Hoch. Danach arbeitete Hoch von 1909 bis 1919 als Rechtsanwalt und gab die Zeitung „Marion Record“ heraus.
Politisch war Hoch Mitglied der Republikanischen Partei. Bei den Kongresswahlen des Jahres 1918 wurde er im vierten Distrikt von Kansas in das US-Repräsentantenhaus in Washington, D.C. gewählt, wo er am 4. März 1919 die Nachfolge von Dudley Doolittle von der Demokratischen Partei antrat. Nachdem er auch die sechs folgenden Kongresswahlen gewonnen hatte, konnte er bis zum 3. März 1933 sieben Legislaturperioden im Kongress absolvieren. Im Juni 1928 nahm er als Delegierter an der Republican National Convention in Kansas City teil, auf der Herbert Hoover als Präsidentschaftskandidat der Partei nominiert wurde. Bei den Wahlen des Jahres 1932 unterlag er dem Demokraten Randolph Carpenter. Damit wurde Hoch ein Opfer des allgemeinen politischen Umschwungs in diesem Jahr zu Gunsten der Demokraten, der mit der Wahl von Franklin D. Roosevelt zum US-Präsidenten seinen Höhepunkt fand.
Zwischen 1933 und 1939 war Homer Hoch Mitglied und Vorsitzender der State Corporation Commission. Von 1938 bis zu seinem Tod gehörte er als Richter dem Kansas Supreme Court an.